# Schist Lake
Schist Lake är en sjö i Kanada.   Den ligger i provinsen Manitoba, i den centrala delen av landet, 2 100 km nordväst om huvudstaden Ottawa. Schist Lake ligger 290 meter över havet. Arean är 24,9 kvadratkilometer. Den sträcker sig 14,2 kilometer i nord-sydlig riktning, och 12,3 kilometer i öst-västlig riktning.
Trakten runt Schist Lake är nära nog obefolkad, med mindre än två invånare per kvadratkilometer.